# Llanera (Spanyolország)
Llanera egy település Spanyolországban, Asztúria autonóm közösségben. Llanera Gijón, Corvera de Asturias, Oviedo, Siero, Illas és Les Regueres községekkel határos. Lakosainak száma 13 938 fő (2024).

## Népesség
A település népessége az utóbbi években az alábbiak szerint változott:
| Lakosok száma | 12 183 | 13 045 | 13 382 | 13 776 | 14 167 | 14 030 | 13 794 | 13 702 | 13 792 | 13 938 |
|               | 2001   | 2004   | 2007   | 2009   | 2012   | 2014   | 2017   | 2019   | 2022   | 2024   |